# Laurent Zhang Wenchang
Laurent Zhang Wen-Chang (né en 1920 et mort le 5 février 2012) est un prêtre catholique chinois qui a été nommé par le Saint-Siège en l'an 2000 administrateur apostolique des trois diocèses de la province du Yunnan, le gouvernement chinois refusant depuis 1950 d'y approuver la nomination d'évêques par Rome et ayant nommé de son propre chef un « évêque » gouvernemental suivi d'un autre.

## Biographie
Laurent Zhang Wen-Chang (ou Jang wen-tchang) naît en 1920 dans une famille catholique. Il n'est pas Han, mais membre du groupe ethnique des Sani (sous-groupe des Yi que l'on retrouve aux confins du Vietnam et de la Chine). Il entre au petit séminaire à l'âge de douze ans et ensuite au grand séminaire de Kunming tenu par les pères des Missions étrangères de Paris. Il est ordonné en 1946 par Mgr Derouineau et sert à la cathédrale du Sacré-Cœur de Kunming. En 1949, l'ensemble de la Chine tombe sous le joug communiste et une politique d'athéisme se met en place, provoquant la persécution des différentes obédiences chrétiennes. Les autorités communistes forcent le jeune prêtre à travailler dans un élevage de poulets. Il est finalement arrêté en 1958 sous la fausse accusation d'« activités contre-révolutionnaires » et emprisonné, puis envoyé dans un camp de rééducation de 1962 à 1982. Au bout de vingt ans, il est libéré et travaille à mi-temps, puis à partir de 1987 (il a 67 ans) il peut enfin exercer son ministère à plein temps.
En 2000, le Saint-Siège nomme l'abbé Zhang Wen-Chang - qui a 80 ans - administrateur apostolique de l'archidiocèse de Kunming, du diocèse de Dali, et de la préfecture apostolique de Zhaotong (en). L'archidiocèse de Kunming n'a pas de hiérarchie reconnue par Rome depuis que son dernier archevêque, Mgr Alexandre Derouineau, missionnaire français des Missions étrangères de Paris, a été expulsé du pays par les autorités communistes en 1952. Ensuite la République populaire de Chine met en place deux prêtres affiliés à l'Association patriotique catholique chinoise qu'elle « nomme » archevêques. Ces nominations ne sont évidemment pas reconnues par Rome, puisqu'elles n'ont pas été approuvées par le pape.
Le P. Zhang Wen-Chang demeure à Kumning dans un petit appartement surveillé par la police depuis sa nomination. En tant que membre hiérarchique de l'Église catholique chinoise des catacombes, il est officiellement reconnu par le Saint-Siège, à l'inverse du gouvernement chinois qui le place sous surveillance constante. Un cancer de l'œsophage est diagnostiqué en octobre 2011 et il meurt dans sa ville natale du Shilin Yi dans les montagnes du Yunnan à l'âge de 92 ans.
Le Yunnan comptait en 2012 environ 60 000 catholiques qui sont pour la plupart issus des minorités ethniques des montagnes.